# Comuna Morozovîci, Ivanîci
Morozovîci (în ucraineană Морозовичі) este o comună în raionul Ivanîci, regiunea Volînia, Ucraina, formată din satele Morozovîci (reședința), Rusovîci și Volîțea-Morozovîțka.

## Demografie
Componența lingvistică a satului Morozovîci
     Ucraineană (98,82%)
     Rusă (1,01%)
     Alte limbi (0,17%)
Conform recensământului din 2001, majoritatea populației satului Morozovîci era vorbitoare de ucraineană (98,82%), existând în minoritate și vorbitori de rusă (1,01%).